# Yiannis Kouros
Yiannis Kouros, of Yannis Kouros, (Tripolis, 13 februari 1956), bijgenaamd Running God of Pheidippides Successor is een Grieks ultraloper. Hij is bekend vanwege zijn talrijke wereldrecords op de ultraloopnummers over afstanden, variërend van 100 mijl en 1000 mijl en van 24 uur tot 10 dagen.

## Loopbaan
Zijn snelste tijd op de marathon is 2:25 (1982). Kouros won viermaal de Spartathlon (1983, 1984, 1986, 1990) en tot de editie van 2022 kon geen enkele loper een snellere tijd dan hij lopen. In 2023 werd een snellere tijd genoteerd door Fotis Zisimopoulos, deze Griek liep de wedstrijd in 19:55:09. Deze wedstrijd is 246 km lang en loopt van Athene naar Sparta.
In 1985 won hij de De Nacht van Vlaanderen. In 1997 liep hij een 24-uurs record van 303,506 km. In 2005 brak hij in het Australische Colac met 1036,850 km een nieuw zes-dagen record.
Kouros woont sinds 1990 in Melbourne in Australië en bezit naast de Griekse ook de Australische nationaliteit.
Yiannis Kouros heeft ook bijgedragen aan veel literaire en muzikale werken. Zo schreef hij meer dan 1000 gedichten en een boek The Six-Day Run of the Century.
De Indiase ultraloper Arun Bhardwaj noemde zijn kind Yiannis.

## Titels
- Wereldkampioen 24 uur - 2001
- Europees kampioen 24 uur - 1999
- Australisch kampioen 100 km - 1996, 1998

## Persoonlijke records
- 12 uur - 162,543 km (VS 1984)
- 24 uur - 303,506 km (Australië 1997)
- 1000 km - 5 dagen, 16 uur en 17 minuten (Australië 1984)
- 1000 mijl - 10 dagen, 10 uur, 30 minuten en 36s (VS 1988)
- 3 dagen - 530 km

## Palmares

### marathon
- 1977: 25ste marathon van Athene - 2:43.15
- 1981: 47e marathon van Kosice - 2:33.57
- 1981:  marathon van Athene - 2:32.50
- 1982: 10de marathon van Szeged - 2:44.42
- 1982: 7de marathon van Kopenhagen - 2:28.39
- 1982: 10de marathon van Otwock - 2:38.57
- 1982: 18e marathon van Warschau - 2:34.58
- 1982: 54e marathon van Kosice - 2:34.56
- 1998: 37e marathon van Praag - 2:36.00
- 2007: 74e marathon van Wenen - 2:50.26
- 2007: 61e marathon van Stockholm - 2:52.31
- 2007: 38e marathon van Athene - 2:49.40

### 100 km
- 1985:  Nacht van Vlaanderen in Torhout - 6:25.06
- 1988: 15e Nacht van Vlaanderen in Torhout - 7:36.41
- 1989: 4e Nacht van Vlaanderen in Torhout - 6:44.49
- 1990: 4e Edmund Fitzgerald in Duluth - 6:43.34
- 1994: 5de USATF kamp. in Sacramento - 7:44.06
- 1996:  Australische kamp. in Shepparton - 6:56.46
- 1998:  Australische kamp. in Glengarry - 7:14.35
- 1999: 15e EK in Winschoten - 7:25.51
- 2002: 4e Del Passatore in Faenza - 7:38.12,6
- 2003: 16e Del Passatore in Faenza - 8:26.52,1

### 24 uur
- 1984:  New York - 284,853 km
- 1985:  New York - 286,463 km
- 1986:  Chicago - 251,064 km
- 1986:  Montmagny - 225 km
- 1987:  New York - 240 km
- 1987:  Montmagny - 236,006 km
- 1987:  Westport - 228,526 km
- 1990:  Melbourne - 280,469 km
- 1991:  Wyong - 257,817 km
- 1996:  Coburg Carnival in Melbourne - 294,504 km
- 1997:  Coburg Carnival in Melbourne - 266,180 km
- 1997:  Canberra - 295,030 km
- 1997:  Surgeres - 275,357 km
- 1997:  Adelaide - 303,506 km
- 1998:  Basel - 290,221 km
- 1998:  Australian Centurion Walk - 168,406 km
- 1999:  Coburg Carnival in Melbourne - 251,229 km
- 1999:  Amerikaanse kamp. in Sylvania - 269,474 km
- 1999:  EK in Verona - 262,324 km
- 2000:  Lupatotissima - 265,683 km
- 2001:  WK in Verona - 275,828 km
- 2002:  Soochow - 284,070 km
- 2002:  Olander Park in Sylvania  - 277,402 km
- 2008:  Bergamo - 261,054 km
- 2012:  Ottawa - 218,900 km
- 2013: 20e WK in Steenbergen - 231,609 km

### 48 uur
- 1985:  Montauban - 452,270 km
- 1995:  Surgeres - 470,781 km
- 1996:  Surgeres - 473,797 km
- 1997:  Surgeres - 422,829 km
- 2000:  Surgeres - 404,432 km
- 2002:  Surgères - 436,702 km
- 2003:  Surgères  - 438,813 km
- 2004:  Surgeres - 443,337 km
- 2008:  Brno - 408,010 km
- 2008:  Gols - 422,630 km
- 2008:  Bornholm - 433,095 km

### 72 uur
- 2005:  Across the Years - 520,5 km

### 6 dagen
- 1984:  New York - 1022,068 km
- 1984:  Colac - 1,023,200 km
- 1988:  New York - 1,028,370 km
- 2000:  Colac - 801,760 km
- 2005:  Cliff Young Australian - 1036,800 km

### overige
- 1983:  Spartathlon (245 km) - 21:53.42
- 1984:  Spartathlon (245 km) - 20:25.00
- 1984:  Austrian Stage Race in Danube (320 km) - 23:16.15
- 1985:  Sydney-Melbourne (960 km) - 125:07.00
- 1985:  Wellington-Auckland (727 km) - 65:14.05
- 1986:  Spartathlon (245 km) - 21:57.00
- 1986:  New York (100 Eng. mijl) - 11:56.48
- 1987:  Sydney-Melbourne (1060 km) - 134:47.00
- 1988:  Sydney-Melbourne (1015 km) - 139:14.00
- 1988: 24e Western States (100 Eng. mijl) - 20:12.54
- 1988:  Hiroshima-Nagasaki Peace (430 km) - 56:28.40
- 1989:  Sydney-Melbourne (1011 km) - 122:27.00
- 1989: 48e Swiss Alpine (67 km) - 6:18.42
- 1990:  Sydney-Melbourne (1008 km) - 143:55.00
- 1990:  Spartathlon (245 km) - 20:29.04
- 1991:  Sydney-Melbourne (1070 km) - 127:00.00
- 1994:  Telecom Tasmania (617 km) - 49:27.58
- 1998: 35e Comrades (87,3 km) - 6:10.35
- 1998: 4e Wenen-Boedapest (357 km) - 25.36.20
- 2004:  Huntsville (50 Eng. mijl) - 6:11.30
- 2008:  Ultrabalaton (212 km) - 19:27.52

### veldlopen
- 2002:  Sunmart in Huntsville - 6:09.03
- 2004:  Sunmart in Huntsville - 6:11.30